# Fujisawa Shu
Fujisawa Shu (japanska: 藤沢周?, Fujisawa Shū, på svenska ibland Shu Fujisawa), född 29 juni 1959 i Uchinomachi (nuvarande Nishi-ku) i Niigata prefektur, är en japansk författare. Han är verksam som professor vid Hosei universitet i Tokyo.
År 1998 belönades Fujisawa med det prestigefyllda japanska Akutagawa-priset för romanen Buenosu Airesu gozen reiji (ブエノスアイレス午前零時, "Midnatt i Buenos Aires").